# Novi Izvor, Plovdiv
Novi Izvor (în bulgară Нови Извор) este un sat în comuna Asenovgrad, regiunea Plovdiv,  Bulgaria. 

## Demografie
Componența etnică a satului Novi Izvor
     Bulgari (42,9%)
     Turci (53,08%)
     Romi (2,46%)
     Nicio identificare (1,54%)
La recensământul din 2011, populația satului Novi Izvor era de 324 locuitori. Din punct de vedere etnic, majoritatea locuitorilor (53,08%) erau turci, existând și minorități de bulgari (42,9%) și romi (2,46%). Pentru 1,54% din locuitori nu este cunoscută apartenența etnică.